# Peet's Coffee
A Peet's Coffee é uma torrefadora e varejista de cafés especiais sediada na Área da Baía de São Francisco, de propriedade da JAB Holding Company por meio da JDE Peet's. Fundada em 1966 por Alfred Peet em Berkeley, Califórnia, a Peet's apresentou aos Estados Unidos seu café Arábica de torra mais escura em misturas que incluem a torra francesa e graus apropriados para bebidas expressas. A Peet's oferece grãos recém-torrados, café coado e bebidas de expresso, bem como bebidas engarrafadas a frio. Em 2007, a Peet's abriu a primeira torrefação com certificação LEED Gold nos Estados Unidos. O café da Peet's é vendido em mais de 14.000 mercearias nos Estados Unidos.
Em novembro de 2021, a empresa tinha 200 lojas nos Estados Unidos.

## Produtos
Em setembro de 2015, a Peet's anunciou que estava adicionando opções de café da manhã durante todo o dia ao seu cardápio. A mudança seria implementada no mercado de Chicago e, eventualmente, seria adicionada em todos os locais.
A Peet's Coffee começou a formular a mistura em 2014 e a adicionou pela primeira vez ao seu cardápio de cafeterias no verão de 2015. Em julho de 2016, a Peet's lançou uma linha complementar de café engarrafado de fermentação a frio em 400 locais na Área de São Francisco, incluindo cafeterias e mercearias da Peet's. O café frio da Peet's foi inicialmente oferecido em três sabores: Baridi Black, Coffee au Lait e Dark Chocolate. O Almond Milk foi adicionado à linha de café engarrafado a frio em maio de 2017.
Em dezembro de 2016, a Peet's adicionou um Slow Bar ao seu mais novo coffeebar no Distrito de Columbia, com métodos de preparo de prensa francesa, pour-over e sifão.